# Skoklosterspelen
Skoklosterspelen var en historisk festival som arrangerades varje år mellan 1993 och 2007 på Skohalvön vid Mälaren i Håbo kommun, mellan Stockholm och Uppsala. Då arrangören var besviken på resultatet för 2007 bestämdes att ställa in spelen under 2008. 2008 togs beslut att Håbo kommun inte skulle arrangera fler Skoklosterspel på egen hand.
Spelen arrangerades i och runt Skoklosters slott och Skoklosters kyrka, som tidigare var klosterkyrka i Sko kloster. Under spelen fylldes Skokloster med medeltidsklädda människor, gycklare, troll och musiker. Det anordnades tornerspel, historisk marknad och konserter.
2012 startade tornerspelslaget och medeltidsföreningen Nordic Knights upp Skoklosterspelen på nytt, nu med en tydligare inriktning på det historiska.